# Казачье (Одесская область)
Казачье (укр. Козаче) — село, относится к Подольскому району Одесской области Украины.
Население по переписи 2001 года составляло 84 человека. Почтовый индекс — 66434. Телефонный код — 4863. Занимает площадь 0,07 км². Код КОАТУУ — 5120283902.

## Местный совет
66434, Одесская обл., Подольский р-н, с. Новоалександровка